# Luca Verhoeven
Luca Paul Verhoeven (* 1979 in München) ist ein deutscher Schauspieler und Filmproduzent.

## Leben
Verhoevens Eltern sind die Schauspielerin Senta Berger und der Regisseur Michael Verhoeven. Er ist der jüngere Bruder des Regisseurs und Drehbuchautors Simon Verhoeven und spielte in dessen Filmen 100 Pro (2001) und Männerherzen (2009) mit. Ebenso spielte er in Filmen seiner Eltern mit, wie bei Bloch: Vergeben, nicht vergessen, in dem sein Vater Regie führte, oder bei Unter Verdacht: Das Blut der Erde mit seiner Mutter in der Hauptrolle.
Neben seiner Arbeit als Schauspieler arbeitet er auch als Produzent in der Sentana Filmproduktion, die seine Eltern 1965 gründeten und heute von Bruder Simon Verhoeven geleitet wird.

## Filmografie (Auswahl)

### Kino
- 1998: Widows – Erst die Ehe, dann das Vergnügen
- 2001: 100 Pro
- 2009: Männerherzen
- 2018: Grüner wird’s nicht, sagte der Gärtner und flog davon

### Fernsehen
- 1999: Enthüllungen einer Ehe
- 2003: Die schnelle Gerdi (Fernsehserie, 1 Folge)
- 2004: Liebes Geld (Kurzfilm)
- 2005: Einmal so wie ich will
- 2005: SOKO Kitzbühel (Fernsehserie, Folge 4x03)
- 2006: Die Rosenheim-Cops (Fernsehserie, Folge 5x27)
- 2007: SOKO Wien (Fernsehserie, Folge 3x04)
- 2008: Bloch (Fernsehserie, Folge 1x13 Vergeben, nicht vergessen)
- 2009: Ihr Auftrag, Pater Castell (Fernsehserie, Folge 2x06)
- 2012: Unter Verdacht (Fernsehreihe, Folge 1x19 Das Blut der Erde)